# Frideswide
Santa Frideswide o Santa Fredesvinda (c. 650-19 de octubre de 727) fue un princesa y abadesa inglesa. Se la considera fundadora de un monasterio que posteriormente sería incorporado a Christ Church, en Oxford, Inglaterra.

## Biografía
El primer relato de la vida de la santa figura en la obra Vita sancte Frideswide, preservada en un manuscrito de comienzos del siglo xii (c. 1100-1130) copiado por John de Worcester. Una adaptación más extensa de este trabajo, fechada en torno a 1140-1170, se atribuye a Robert de Cricklade, cabeza del Priorato de St Frideswide, en Oxford. Del mismo modo, dos adaptaciones en inglés medio de la vida de la santa se hallan en la obra South English Legendary, cada una con pequeñas variantes. Sumado a lo anterior, Frideswide también aparece en Gesta Pontificum Anglorum, del cronista Guillermo de Malmesbury.
Según estos relatos, Frideswide nació alrededor del año 650, hija de Dida de Eynsham, rey de Mercia cuyas tierras ocupaban el oeste de Oxfordshire y los tramos superiores del Támesis, y de su esposa Safrida. Su educación fue confiada a una dama de nombre Algiva; Frideswide sintió que había sido llamada a la vida religiosa al leer que «todo lo que no es Dios es nada», fundando en su juventud un monasterio con ayuda de su padre. Tras la muerte de ambos progenitores poco tiempo después, Algar, rey de Leicester, mostró su intención de casarse con Frideswide, quien no obstante lo rechazó, motivo por el que Algar tomó la decisión de secuestrarla, viéndose la joven obligada a escapar. Durante su huida, Frideswide, acompañada por dos mujeres, se encontró con un cordero enviado por Dios el cual la guio hasta Bampton, Oxfordshire, refugiándose durante tres años en una cueva que servía de guarida a un jabalí. Algar la buscó en Oxford, pero los habitantes se negaron a decirle dónde estaba y, finalmente, por intercesión de Santa Catalina y Santa Cecilia a petición de Frideswide, quedó ciego (se afirma también que perdió la vista al intentar entrar en la ciudad y que logró curarse al aceptar la decisión de Frideswide de vivir como religiosa).
Buscando mayor soledad, la joven se trasladó a un bosque en Thornbury (actual Binsey), donde construyó una celda con sus propias manos. Para evitar tener que ir al distante río Támesis con el fin de recoger agua, Frideswide rezó a Dios y, al instante, brotó agua de un pozo, a día de hoy considerada milagrosa (en la Iglesia de Santa Margarita, en Binsey, se halla una reconstrucción del pozo realizada en el siglo xix). Posteriormente Frideswide regresaría a Oxford y viviría como abadesa hasta su muerte el 19 de octubre de 727.

## Priorato de St Frideswide

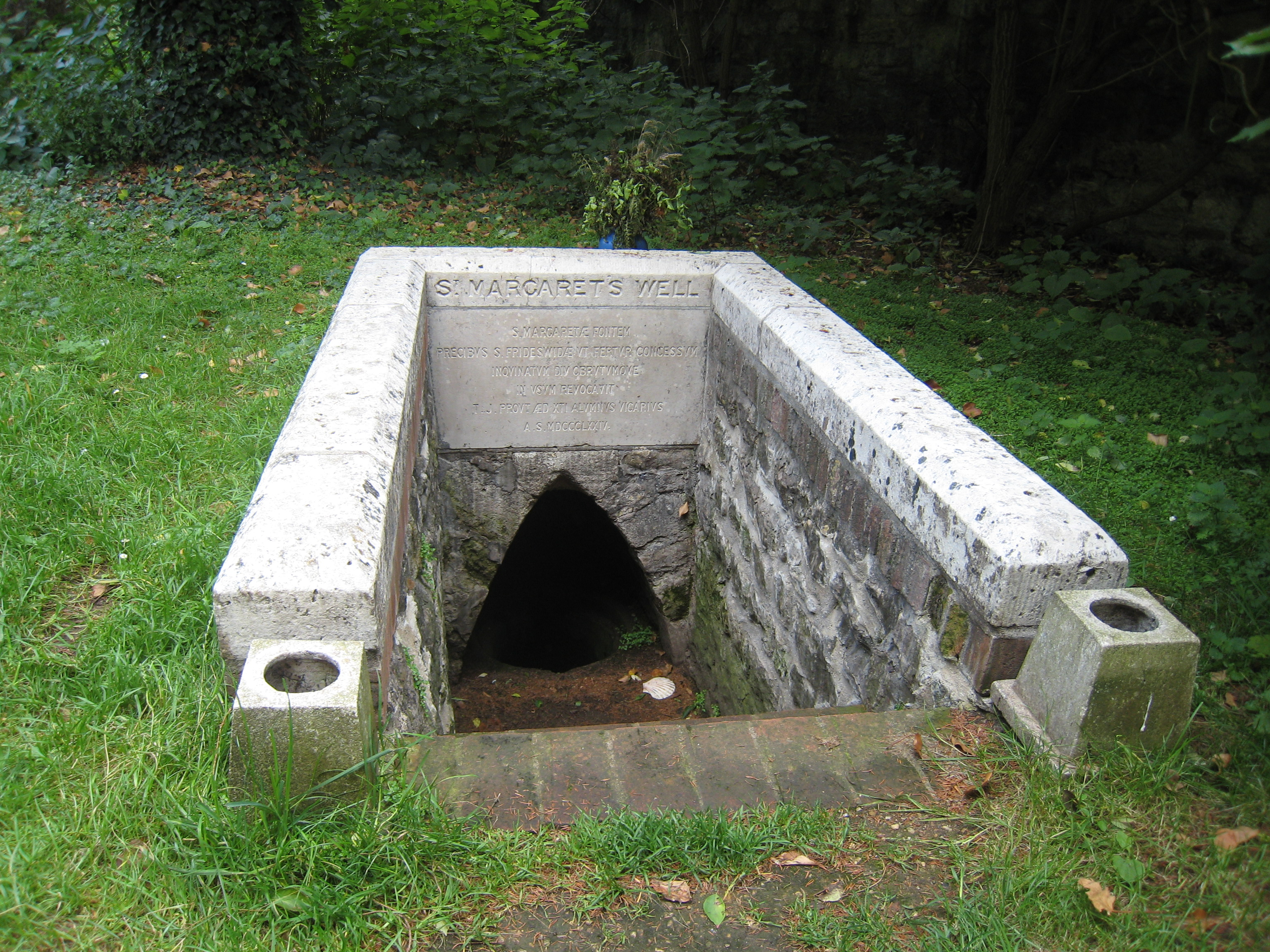
Pozo en la Iglesia de Santa Margarita en Binsey, Oxfordshire.

El Priorato de St Frideswide es un hogar agustino (varios edificios fueron incorporados a Christ Church tras la disolución de los monasterios) el cual se considera el lugar donde se hallaban su abadía y sus reliquias. Desde antiguo la abadía figuraba al parecer como un punto importante en la región, si bien resultó destruida en 1002 durante la masacre del Día de San Bricio. Pese a ello, se mantuvo un santuario en la abadía en su honor; con posterioridad se erigiría un monasterio para los canónigos agustinos. En 1180, el arzobispo de Canterbury Richard de Dover trasladó las reliquias de Frideswide a un nuevo templo en la iglesia del monasterio, evento al que asistió el rey Enrique II de Inglaterra. El santuario sufriría con posterioridad varias vicisitudes, si bien se mantendría lo suficientemente prominente como para que la reina Catalina de Aragón lo visitase durante su último embarazo.
El templo fue objeto de repetidos actos vandálicos durante y después de la disolución de los monasterios. En 1546 la iglesia se convirtió en la catedral de la diócesis de Oxford; reinstaurada por la reina María, más tarde sería desacralizada por el calvinista James Calfhill con la intención de suprimir su culto. Como resultado, los restos mortales de Frideswide se mezclaron con los de Catherine Dammartin, esposa de Pedro Mártir Vermigli, permaneciendo así en la actualidad.

## Veneración
Frideswide es la santa patrona de Oxford y de su universidad, este último patronazgo declarado por el arzobispo de Canterbury Henry Chichele en 1440. Su fiesta se celebra el 19 de octubre, día de su muerte, mientras que la traslación de sus reliquias se conmemora el 12 de febrero y el descubrimiento de las mismas el 15 de mayo.

## Representaciones artísticas
El sello del priorato de finales del siglo xii representa a Frideswide con un lirio y un conjunto de tablillas de cera. El arte posterior la muestra sosteniendo el bastón pastoral de una abadesa, junto a una fuente y acompañada por un buey a sus pies. Sumado a ello, además de un vitral de origen medieval, la santa aparece en un vitral prerrafaelita obra de Edward Burne-Jones situado en la Catedral de Christ Church, en la capilla donde se halla su santuario.